# Los protectores
Los protectores é uma futura série de comédia argentina original do Star+.A história segue três representantes do futebol que estão quase falidos e decidem se aliar quando um astro do futebol aparece. Será estrelado por Adrián Suar, Gustavo Bermúdez, Andrés Parra, Laurita Fernández, Jorgelina Aruzzi, Viviana Saccone e Mercedes Scápola. A série foi lançada em 9 de março de 2022.
Uma semana antes de sua estreia, a Disney confirmou que a série havia sido renovada para uma segunda temporada.

## Sinopse
A história é focada em três representantes do futebol que estão em declínio, pois estão em uma situação econômica difícil e terão que conseguir sair da falência, formando assim uma aliança entre os três, porém, aparecerá um astro do futebol internacional e eles vão começar a lutar por ele até que decidam fazer um sindicato temporário: um emprego de protetores.

## Elenco

### Principal
- Adrián Suar como Renzo "Mago" Magoya
- Gustavo Bermúdez como Carlos "Conde" Mendizábal
- Andrés Parra como Reynaldo "Colombia" Morán
- Laurita Fernández como Paula Podestá
- Jorgelina Aruzzi como Nora Magoya
- Viviana Saccone como Luli Romano
- Mercedes Scápola como Nancy Argüello

### Recorrente
- Adriana Salonia
- Carla Pandolfi
- Macarena Paz como Marina
- Lautaro Rodríguez como Marcio Pérez
- Yayo Guridi como "Pincha"
- Gabriel Schultz como Gabriel "Gabucho" Montes
- Agustina Benavides
- Jerónimo Bosia
- Luis Rodríguez como Jade
- Sofía Jiménez
- Victoria Hoyos como Estela
- Agustín Vera como "Checho"
- Tupac Larriera
- Julián Caballero
- Alberto de Carabassa
- Abril Di Yorio como Sofía Magoya
- Simón Hempe como Brian
- Juan Manuel Martino
- Darío Miño como "Pipi"

### Convidados
- Luciano Cáceres
- Gustavo Garzón
- Abril Longarela
- Diego Pérez
- Nazarena Veléz
- El Polaco
- Diego Latorre
- Karina

## Produção

### Desenvolvimento
Em setembro de 2020, foi noticiado que a série seria originalmente produzida pela Pol-ka, mas devido à crise econômica da produtora, ela decidiu vender os direitos da ficção para a Disney+ América Latina, já que a mesma precisava produzir novos conteúdos para sua plataforma, para os quais encarregaram a empresa Kapow de realizar a produção da série. No mesmo mês, Suar confirmou em entrevista de rádio que a série trataria de temas sobre o ambiente do futebol, que teria 10 capítulos dirigidos e roteirizados por Marcos Carnevale. Em março do mesmo ano, foi confirmado que a série seria vista por meio do catálogo do Star+, plataforma irmã da Disney, cujo conteúdo é voltado para a população adulta.
Para a segunda temporada, foi confirmado que o diretor seria Jorge Nisco.

### Filmagens
As gravações da série começaram em novembro de 2020 na província de Buenos Aires, onde dois a três atores começaram a se revezar para gravar as cenas e a cada três dias todos os atores eram testados como forma de respeitar os protocolos de saúde, devido à pandemia de COVID-19.

### Elenco
Em setembro de 2020, foi anunciado que Adrián Suar, Gustavo Bermúdez e Andrés Parra seriam os três protagonistas da série, colocando-se na pele de três falidos representantes do futebol. Em outubro daquele ano, foi noticiado que Jorgelina Aruzzi havia entrado na série como uma das co-protagonistas. Em novembro, foi relatado que Laurita Fernández havia se juntado ao elenco principal para interpretar a parceira do personagem de Suar. Nesse mesmo mês, foi anunciado que Adriana Salonia, Viviana Saccone, Mercedes Scápola e Carla Pandolfi se juntaram ao elenco como coadjuvantes.
Em fevereiro de 2022, foi confirmado que Martín Seefeld havia se juntado ao elenco para sua segunda temporada e que Fernández não retornaria ao papel devido a outros compromissos de trabalho.

## Lançamento
A série teve sua pré-estreia no El trece, transmitindo seus dois primeiros episódios nos dias 7 e 8 de março de 2022 às 21h16. Em 9 de março daquele ano, a primeira temporada completa estreou na América Latina no Star+, exceto no Brasil.